# قنصور حبشي
قنصور حبشي (الاسم العلمي:Colutea abyssinica) هي نوع نباتي يتبع جنس القنصور من فصيلة البقولية.